# Se essa vida fosse um filme
Se essa vida fosse um filme è un singolo della cantante brasiliana Giulia Be, pubblicato il 27 marzo 2020 come terzo estratto dal primo EP Solta.

## Video musicale
Il video musicale è stato reso disponibile il 27 marzo 2020, in concomitanza con l'uscita del brano.

## Tracce
Testi e musiche di Giulia Be.
1. Se essa vida fosse um filme – 2:05

## Formazione
- Giulia Be – voce
- Dalto Max – tastiera, arrangiamento
- Paul Ralphes – arrangiamento, tastiera, percussioni, produzione
- Rodrigo Tavares – tastiera, basso
- Luis Felipe Bade – basso, chitarra

## Classifiche
| Classifica (2020) | Posizione massima |
| ----------------- | ----------------- |
| Portogallo        | 36                |